# Nikita Iosifov
Nikita Igorevich Iosifov (ruso: Никита Игоревич Иосифов; Tambov, 11 de abril de 2001) es un futbolista ruso que juega como delantero en el N. K. Celje de la Primera Liga de Eslovenia.

## Trayectoria
Debutó en la Premier League rusa con el F. C. Lokomotiv Moscú el 11 de agosto de 2020 frente al F. C. Rubin Kazán sustituyendo a Dmitri Bárinov en el tiempo de descuento.
El 12 de julio de 2021 fichó por el Villarreal C. F. "B" para jugar en la nueva Primera División RFEF y con vistas a un posible futuro en el primer equipo. Fue convocado para partidos como el de liga frente al Atlético de Madrid o el de Liga de Campeones contra el Manchester United, pero no llegó a jugar.
Finalmente, debutó con el primer equipo el 30 de noviembre de 2021 en una victoria por 8-0 frente al Victoria C. F. en Copa del Rey, donde además anotó el último tanto del conjunto groguet, logrando así también su primer gol con el primer equipo.
Dejó Villarreal el 30 de junio de 2023 al expirar su contrato. Durante su estancia en el club consiguió ascender a Segunda División. Siguió jugando en España después de firmar el 5 de julio con el C. D. Mirandés por dos años. Sin embargo, el siguiente 19 de enero rescindió su contrato y fichó por el C. D. Castellón, donde completó la temporada antes de unirse al N. K. Celje esloveno en el mes de agosto.

## Clubes
| Club                 | País      | Año       |
| -------------------- | --------- | --------- |
| F. C. Kazanka Moscú  | Rusia     | 2019-2021 |
| Villarreal C. F. "B" | España    | 2021-2023 |
| C. D. Mirandés       | España    | 2023-2024 |
| C. D. Castellón      | España    | 2024      |
| N. K. Celje          | Eslovenia | 2024-     |

## Palmarés

### Títulos nacionales
| Título            | Club                  | País      | Año  |
| ----------------- | --------------------- | --------- | ---- |
| Copa de Rusia     | F. C. Lokomotiv Moscú | Rusia     | 2021 |
| Copa de Eslovenia | N. K. Celje           | Eslovenia | 2025 |